# Schéma d'aménagement et de développement
Ne doit pas être confondu avec Schéma d'aménagement régional ou Schéma régional d'aménagement et de développement durable du territoire.
Un schéma d'aménagement et de développement (schéma d'aménagement ou schéma en forme courte ; SAD en forme abrégée) est, au Québec, le document principal de planification territoriale des municipalités régionales de comté et des territoires exerçant les compétences de telles municipalités.

## Fondement légal
En 1979, la Loi sur l'aménagement et l'urbanisme investit le Gouvernement du Québec des pouvoirs de créer les municipalités régionales de comté, des instances décisionnelles régionales chargées de concerter les municipalités locales dans l'aménagement de leur territoire. La loi prévoit qu'une municipalité régionale de comté (ou un territoire équivalent) est tenue de « maintenir en vigueur, en tout temps, un schéma applicable à l’ensemble de son territoire ».

## Contenu
Le schéma d'aménagement est un outil qui pose une synthèse des connaissances socioéconomiques et physiques du territoire d'une municipalité régionale. Il est aussi un outil de concertation entre les municipalités locales et le gouvernement, et entre les municipalités locales elles-mêmes sur les orientations de développement. Enfin, le schéma d'aménagement est un outil de mise en œuvre des projets territoriaux, au sens où il présente les échéanciers, les partenaires et les modalités de réalisation des projets de territoire.

### Contenu obligatoire
Tout schéma d'aménagement doit comprendre :
- Un énoncé des orientations d'aménagement du territoire;
- Une représentation cartographique des affectations du territoire;
- Des moyens d'assurer la coexistence des usages agricoles avec les autres usages;
- Une identification des zones où l'occupation du sol est soumise à des contraintes en raison de risque pour la sécurité publique, de santé publique, de bien-être ou pour des raisons de protection environnementale;
- Une identification des territoires d'intérêt historique, culturel, esthétique ou écologique;
- Une description et une planification de l'organisation du transport terrestre;
- Une description des infrastructures et équipements importants;
- Un document établissant des règles minimales d'urbanisme à être établies par les municipalités locales[3].

Un schéma doit être accompagné d'un document indiquant le coût approximatif des projets d'infrastructures et d'équipements proposés, d'un plan d'action indiquant les étapes de mise en œuvre et les moyens de coordination et d'un rapport de la consultation publique préalable à l'adoption du schéma.

### Contenu facultatif
Un schéma d'aménagement peut aussi comprendre :
- Un planification des zones prioritaires d'aménagement ;
- Une indication des seuils de densité d'occupation ;
- Une identification des immeubles et activités sources de contraintes ;
- Une description du transport aérien ou maritime ;
- Une description des propositions intermunicipales d'aménagement ;
- Une délimitation des territoires incompatibles avec les activités minières ;
- Un énoncé des orientations en matière d'aménagement des forêts privées[3].